# Bertschikon bei Attikon
Bertschikon bei Attikon is een plaats en voormalige gemeente in het Zwitserse kanton Zürich, en maakt deel uit van het district Winterthur.
Bertschikon bei Attikon telt 987 inwoners.

## Geschiedenis
Op 1 januari 2014 ging Bertschikon op in de gemeente Wiesendangen.